# Merluccius arambourgi
Espèce
Merluccius arambourgi est une espèce fossile de poissons osseux Gadiformes de la famille des Merlucciidae et du genre Merluccius.

## Classification
L'espèce Merluccius arambourgi est décrite en 1934 par le paléontologue français Nicolas Théobald (1903-1981).

### Étymologie
Bien que dans sa publication l'auteur ne précise pas l'origine de l'épithète spécifique, arambourgi, il est fortement probable qu'elle a été donnée en l'honneur du paléontologue français Camille Arambourg (1885–1969), qui décrivit l'espèce Lepidopus proargenteus et émit pour la première fois en 1927 la thèse de l'arrivée de la faune actuelle de la Méditerranée à partir de l'Oligocéne .

## Description

### Caractères
Le poisson est connu par une empreinte et une contre-empreinte et par une autre empreinte presque complète.
Dans sa publication de 1934, l'auteur indique que, de l'extrémité du museau à la naissance de la nageoire caudale, la longueur conservée est de 30 cm et donne une estimation de la longueur totale comprise entre 33 et 34 cm. La tête mesure 9,75 cm de longueur et 7,5 cm de hauteur, et la hauteur maximale du corps en arrière de la première nageoire dorsale est de 6 cm. La hauteur du corps diminue régulièrement d'avant en arrière.
Le corps est couvert d'écailles fines et imbriquées, ornées de stries concentriques.
Ce poisson a une tête relativement grosse, arrondie à l'avant. La cavité orbiculaire est grande avec un diamètre de plus de 16 mm. La gueule est largement fendue ; les os prémaxillaires de la mâchoire sont bien visibles et portent une rangée de dents fines et pointues, légèrement recourbées vers l'arrière. À l'intérieur des os prémaxillaires, on voit les os maxillaires, le palatin et l'orbite, dont l'emplacement est marqué par une tache noire. L'os frontal porte une arête médiane. À la mâchoire inférieure, le dentaire bien visible a une forme triangulaire et porte une rangée de dents de velours.
Au-dessous du dentaire, l'extrémité de l'os hyoïde est une pièce massive, qui se dirige obliquement vers l'arrière et le haut en passant sous les pièces operculaires. La partie postérieure de l'os hyoïde porte les rayons branchiostèges dont 76 sont bien visibles.
La colonne vertébrale comprend 46 vertèbres dont les dimensions diminuent d'avant en arrière. Les apophyses épineuses sont très développées.
Les nageoires dorsale et anale sont bien développées.
Description complète dans l'article original à lire en ligne (lien dans la bibliographie).

### Affinités
Nicolas Théobald détermine que ce poisson appartient à l'ordre des Gadiformes. Les rayons des nageoires mous et articulés, les nageoires pelviennes fixées en avant des nageoires pectorales et une nageoire caudale nettement séparée des nageoires dorsale et anale distinguent les Gadidae des Macruridae.
Ce poisson se rapproche du genre Merluccius Rafinesque, 1810 par sa nageoire dorsale divisée en deux parties seulement et sa nageoire anale continue.
L'exemplaire diffère beaucoup de Merluccius baschkensis Kramberger et de Merluccius latus Kramberger de l'Oligocène des Carpathes. De même Merluccius emarginatus Koken est différent, ses vertèbres étant moins massives et la disposition des nageoires étant différente. Il se distingue aussi de Nemopteryx athanasini Paucǎ et de Merluccius romanicus Paucǎ de l'Oligocène de Roumanie.

## Biologie
Les Gadiformes sont tous marins à l'exception du genre Lota. Ils vivent surtout dans les mers tempérées ou subtropicales. Globalement, la faune ichtyologique de l'argile à septaries du Haut-Rhin et du Territoire de Belfort se rapproche beaucoup de celle du Bassin de Mayence et du Pays de Bade étudiée par W.Weiler en 1928 et 1931 et encore plus des faunes de même âge de Bavière, Hongrie et Roumanie. "Aussi faut-il considérer le bassin oligocène du Haut-Rhin comme ayant servi de voie d'invasion aux formes méditerranéennes vers le bassin de Mayence". 
Cette faune ichtyologique de cachet méditerranéen diffère totalement de celle des bassins éocènes, ce qui confirme la thèse émise en 1927 par Camille Arambourg : « la faune actuelle de la Méditerranée dérive d'une faune paléoméditerranéenne qui a vécu dans la mer mésogée pendant le Miocène et dont l'arrivée s'est faite brusquement à partir de l'Oligocène ».

### Publication originale
- Nicolas Théobald, « Contribution à la paléontologie du bassin oligocène du Haut-Rhin et du territoire de Belfort. Les poissons oligocènes (Planches XI à XV) », Bulletin du Service de la carte géologique d'Alsace et de Lorraine, vol. 2, no 2,‎ 1934, p. 117-162 (ISSN 0037-2560 et 2613-2761, lire en ligne). .